# Lieutenant général de police
 (octobre 2016).
Améliorez-le ou discutez des points à vérifier. 
 (janvier 2009).
Cet article possède un paronyme, voir lieutenant de police.

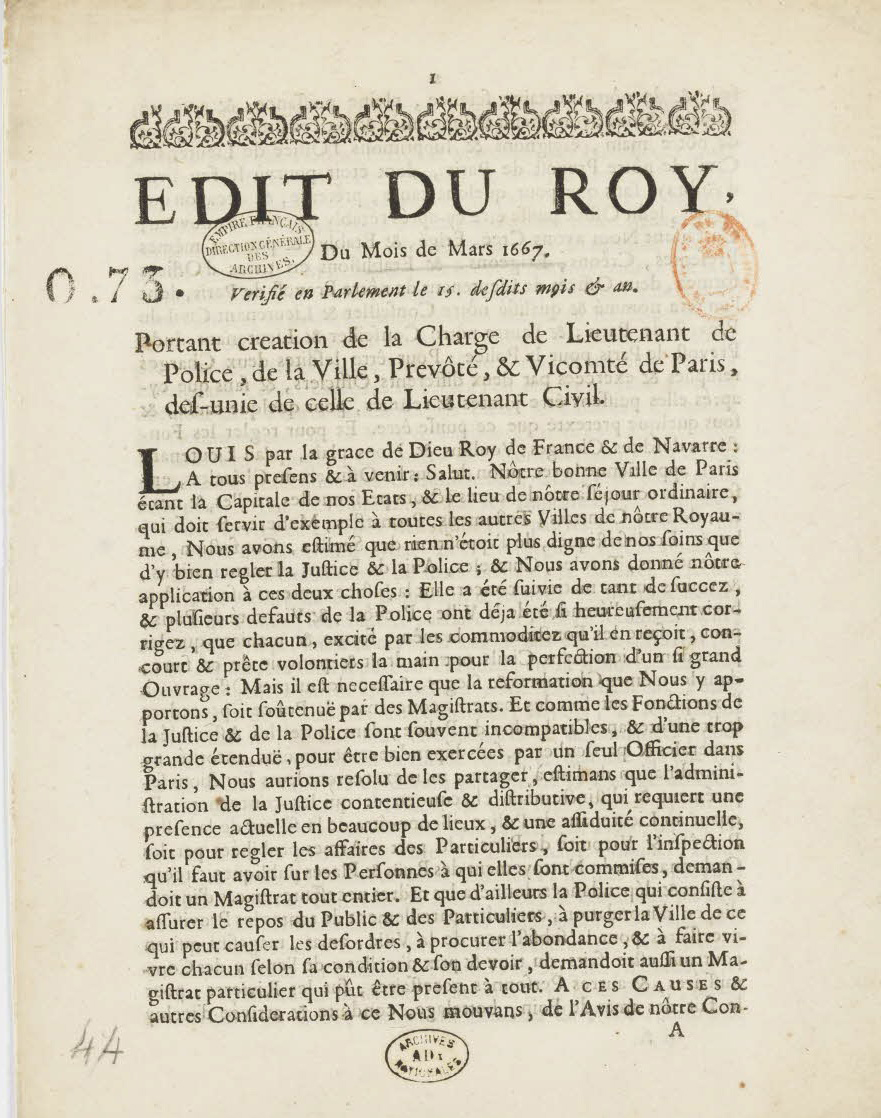
Édit de création de la lieutenance générale de police de Paris, 1667. Archives nationales.

Le lieutenant général de police, apparu dans la seconde moitié du XVIIe siècle, est le premier magistrat spécialisé dans l'exercice de la « police », une mission qui était alors beaucoup plus large qu'aujourd'hui. Ainsi, Joseph-Nicolas Guyot définissait la police comme « l'ordre, le règlement établi dans une ville pour tout ce qui regarde la sûreté et la commodité des habitants ». Le mot désigne également « la juridiction établie pour l'exercice de la Police ».
Le terme de police vient du mot latin politia servant à désigner l'organisation politique, le gouvernement de la cité. Ce mot latin vient du mot grec πολιτεία (politeía) relatif au bon ordre, à la bonne administration de la ville (ville qui se dit πόλις ou polis en grec ancien).
Cette notion, qui rencontre un vif succès institutionnel et doctrinal de la fin du XVIIe au milieu du XVIIIe siècle, a fait l'objet du Traité de la police, ouvrage fondamental du commissaire au Châtelet Nicolas de La Mare, qui attribue aux autorités responsables de la police onze champs de compétence : la religion, les mœurs, la santé, l'approvisionnement et les vivres, la voirie (ex : gestion des boues et immondices), la tranquillité et la sécurité publique (ex : fermeture des portes, allumage des réverbères), les sciences et arts libéraux (ex : police du livre), le commerce (ex : surveillance du prix du pain pour éviter les émeutes), la réglementation concernant les serviteurs, domestiques et manœuvriers, les manufactures et arts mécaniques et la gestion de la pauvreté. Les matières citées correspondent à la notion d'« administration », développée dans la seconde moitié du XVIIIe siècle. 
Quelques années après son accession au trône et une fois l'ordre rétabli dans les finances du royaume, Louis XIV prend conscience de cette situation et de la nécessité de réformer profondément la police dans ses villes. Le roi, qui désire « l'ordre en toutes matières », est notamment persuadé de l'importance de la police de Paris pour la sûreté du royaume, alors que le Parlement est puissant et la ville capable des plus grands tumultes. Il va tenter de remédier à ces périls en créant une administration rationalisée et efficace. Cette réforme, soutenue par Colbert, est significative des efforts de la royauté pour la mise en place d'un État moderne au XVIIe siècle.

## Un agent nouveau comme solution au désordre parisien

### Les défaillances d'administrations rivales
Avant 1667, la capitale n'est pas dépourvue d'autorités investies de missions de police, bien au contraire. Le prévôt et vicomte de Paris, agent royal, est chargé de la gestion de la capitale. L'essentiel de ses fonctions est passé entre les mains de ses lieutenants dès le début du XVIe siècle : le lieutenant civil et le lieutenant criminel se partagent ainsi la justice et la police de la ville et se livrent une concurrence farouche. L'arrêt du Parlement du 12 mars 1630, s'il tranche le conflit au profit du lieutenant civil, ne permet toutefois pas de régler nettement les attributions respectives des deux agents en matière de police. 
Cette situation est d'autant plus confondante que d'autres personnages interviennent au titre de la police à Paris. Ainsi, le prévôt des marchands, qui appartient au bureau de ville, dispose de compétences étendues en matière financière et fiscale, d'approvisionnement de la capitale, de gestion du fleuve, de sécurité...
Enfin, des agents tels que le lieutenant criminel de robe courte, le prévôt de l'Île ou encore le chevalier du guet, interviennent subsidiairement dans la police de Paris. 

Il résulte de la multitude d'administrations rivales une grande confusion et une incapacité à résoudre les plus graves difficultés que pose la gestion d'une grande cité. 

La police est généralement considérée comme une fonction peu rémunératrice voire gratuite . 

Les officiers, qui ont acheté leur charge, préfèrent dès lors se consacrer à des activités plus intéressantes financièrement. 
Aussi les commissaires au Châtelet négligeaient-ils la police au profit de fonctions payantes, telles que l'apposition ou la levée de scellés, la liquidation de comptes litigieux ou encore la préparation de rapports pour les intimés devant le lieutenant civil. 
Ces défaillances d'une administration fréquemment soupçonnée de corruption par les habitants constituent une cause structurelle, profonde, de la nécessité de réformer la police dans la seconde moitié du XVIIe siècle. Cette confusion institutionnelle s'est conjuguée aux excès criminels des années 1660, facteur déclenchant de la « réformation » de mars 1667.

### Une capitale en proie à l'insécurité?
Alors que Paris est la ville la plus importante d'Europe en nombre d'habitants, la situation semblait, aux yeux des contemporains, dramatique sur le plan de la sécurité publique. [réf. souhaitée] Guy Patin, doyen de la Faculté de médecine et homme de lettres, dénonçait, le 26 septembre 1644, non sans exagération, cet état de fait : « Jour et nuit on vole et on tue ici à l'entour de Paris. On dit que ce sont des soldats du régiment des gardes et des mousquetaires. Nous sommes arrivés à la lie de tous les siècles ». [réf. souhaitée] À l'époque du grand règne de Louis XIV, la divagation de soldats n'est pas le moindre facteur de troubles. [réf. souhaitée] Ils logent en effet chez l'habitant, à défaut de casernes. [réf. souhaitée]
En outre, dans la seconde moitié du XVIIe siècle, de véritables compagnies criminelles (qui possèdent leurs officiers, leur discipline, leur langage secret et leur code spécial de l'honneur) étendent leur domination sur des quartiers entiers de la capitale dans une relative impunité. [réf. souhaitée] L'insécurité prend parfois une ampleur inquiétante : pour la seule journée du 6 juin 1644, on dénombre quatorze assassinats, et 373 pour l'année 1643 . Néanmoins, au début du XVIIIe siècle, les archives font davantage apparaître une profusion de morts par accidents (dont beaucoup de noyés), notamment aux abords de Paris, parfois dû à l'alcoolisme, plutôt que des meurtres. [réf. souhaitée] « Les suicides apparaissent rarement dans les procès-verbaux de la maréchaussée (...) Les meurtres semblent également rares, à l'exception de ceux commis par des bandits de grand chemin vers 1723. C'est donc l'accidentel qui prime. (...) Beaucoup de pauvres et d'inconnus sont retrouvés au bord des chemins » 
La capitale du royaume est tristement réputée dans toute l'Europe pour la dangerosité présumée de ses rues : la Cour des miracles, qui sera détruite par le premier lieutenant général, La Reynie, en est le symbole. L'inquiétude qui en résulte, ressentie de manière permanente, gonfle à tel point qu'elle constitue une des causes immédiates de la réforme de la police, à la suite d'un épisode marquant. L'émotion populaire atteint en effet son comble lorsque, le 24 août 1665, deux voleurs s'introduisent en plein jour dans l'hôtel particulier du lieutenant criminel (un des plus grands magistrats de France à l'époque) Jacques Tardieu et l'assassinent, après avoir tué sa femme d'un coup de pistolet. [réf. nécessaire] L'indignation générale suscitée par le crime amène le roi et son contrôleur général à remédier au plus vite à la situation, non sans avoir préalablement mené une véritable réflexion sur la police de la capitale. [réf. souhaitée] Quinze ans plus tard, c'est l'affaire des Poisons qui défraie la chronique. [réf. souhaitée]

### Création d'un nouvel office voué à la police
Pour résoudre la question du désordre de la capitale, le roi met en place un conseil de réformation de la police qui se tient d'octobre 1666 à février 1667 chez le chancelier Pierre Séguier. Ce conseil compte parmi ses membres le maréchal de Villeroy, chef du conseil de finance et treize conseillers d'État (dont Henri Pussort, oncle de Colbert). Les travaux, menés sous l'égide de Colbert, aboutiront à l'édit royal créant la charge de lieutenant de police du prévôt de Paris, enregistré par le Parlement de Paris le 15 mars 1667.
Peu de temps avant que le conseil de réformation ne commence ses travaux, le lieutenant civil Dreux d'Aubray meurt, le 10 septembre 1666, empoisonné par sa fille, la marquise de Brinvilliers. 
Ce décès allait permettre de modifier profondément la répartition de la police de Paris par le démantèlement de la charge du lieutenant civil et l'amputation de nombreuses compétences au profit du lieutenant de police. 
Gabriel Nicolas de La Reynie est ainsi nommé « lieutenant du prévôt pour la partie de la police » le 15 mars 1667 et indemnise le lieutenant civil Antoine d'Aubray (qui avait succédé à son père) à hauteur de 250 000 livres, pour les compétences qui étaient retirées à ce dernier . 
L'édit de 1667 dispose notamment que « les fonctions de la justice et de la police sont souvent incompatibles et d'une trop grande étendue pour être bien exercées par un seul officier dans Paris » , et marque ainsi clairement la volonté royale de distinguer le pouvoir de juger du pouvoir d'administrer, rompant ainsi avec les usages médiévaux.

### Pourquoi un lieutenant de police?
Selon une tradition qui remonte au Traité de police du commissaire de La Mare lui-même, longtemps reprise par les historiens sans être critiquée , Louis XIV aurait restauré l'ordre dans la capitale en instaurant pour la première fois une centralisation de la police dans les mains d'un magistrat spécialisé. La création de la charge de lieutenant de police en 1667 s'inscrit dans la « remise en ordre » du royaume, un thème constamment agité par la cour dans les années 1660. 
Il est probable que Paris, dix ans après la Fronde, était encore une ville capable de grands tumultes, en raison de son extension spatiale et de sa population croissante. Le gouvernement royal, et en particulier Colbert, souhaite appesantir sa tutelle sur la capitale : celle-ci est largement aux mains des « bourgeois » et des grandes compagnies d'officiers, sans compter la présence des grands aristocrates et de leurs clientèles. Une partie notable des habitants se reconnaissent dans un idéal municipal, une « communauté urbaine » attachée à ses privilèges et ses libertés, soucieuse d'une autonomie vis-à-vis du gouvernement monarchique. 
Aussi, moins qu'à des problèmes d'ordre public, la création d'une charge de lieutenant de police au sein du tribunal royal du Châtelet semble obéir à des considérations à la fois pratiques et politiques. Elle est un des jalons dans la prise de conscience par les juristes de la monarchie d'une spécificité des « matières de police » par rapport à la justice, de l'émergence d'un nouveau type de pouvoir, la police, qui permet au Prince d'exercer directement sa souveraineté sur ses sujets, bien mieux que la justice,. Il faut rappeler qu'une première centralisation de la police s'était déjà produite à l'instigation du parlement de Paris en 1630 lorsque cette juridiction avait confiée au lieutenant civil du Châtelet la police dans la capitale, au détriment du lieutenant criminel qui la lui disputait. L'usage voulait que le titulaire de la charge de lieutenant civil soit aussi le Prévôt des marchands, à la tête de l'autre grande juridiction de police de la capitale, l'Hôtel de ville. Cette première centralisation a fonctionné jusqu'à la Fronde. Elle montre que la création du lieutenant de police ne s'inscrit pas sur une page blanche, mais sur des formes policières antérieures.
En pratique, la création de la charge de lieutenant et l'usage qu'en a fait son premier titulaire, Nicolas de la Reynie, n'ont pas brutalement modifié les formes policières dans la capitale, même si des changements eurent lieu. En revanche, les transformations sont rapides et l'infléchissement est net avec D'Argenson père (1697-1718). Plus que Nicolas de La Reynie, c'est ce grand seigneur, lié au clan ministériel des Phélypeaux, alors tout-puissant, qui donne à la police parisienne plusieurs de ses traits caractéristiques du XVIIIe siècle et même au-delà, avec la création des inspecteurs de police (1708), un peu moins de 15 ans avant l'arrestation de Cartouche.

## Une organisation judiciaire convertie au service de la police

### Un magistrat du Châtelet
Étymologiquement, les lieutenants « tiennent lieu » pour le prévôt et remplissent ses fonctions. Celui-ci perd progressivement les compétences qu'il a déléguées à ses subordonnés, dès la fin du XIIIe siècle. L'édit de mars 1667 concerne donc en premier lieu un magistrat du Châtelet. En 1674, à la faveur d'une réforme générale du Châtelet qui supprime plusieurs petites juridictions, le titre de la charge change : le lieutenant de police devient lieutenant général.
À ce titre, le lieutenant général de police préside une audience de police par semaine au Châtelet, afin de trancher les litiges relevant de sa compétence. 
Il dispose du pouvoir de délivrer des lettres de cachet et Guyot note, en matière de détention, que « lorsque des gens sont arrêtés pour quelque léger délit qui ne mérite par une instruction extraordinaire, et que le commissaire juge cependant à propos de les envoyer en prison par forme de correction, c'est le lieutenant général de police qui décide du temps que doit durer leur détention. » 
Les commissaires lui rapportent les contraventions constatées chaque semaine et il statue seul à l'audience de la chambre de police. 
Sont portés devant lui les litiges concernant les atteintes aux privilèges des corps de métiers (exercice exclusif de la profession), de même que les conflits entre les divers corps de métiers dans l'exercice de leurs professions. 
Enfin, il confirme ou infirme les « avis » rendus par le procureur du roi au Châtelet, sur les corps des marchands, arts et métiers, maîtrises, réceptions des maîtres...
Comme officier du Châtelet, il est reçu dans sa charge par le Parlement de Paris et doit prêter serment devant lui. Il est soumis à son autorité, en tant que magistrat et lui rend des comptes. Le Parlement va rapidement prétendre le contrôler, au besoin contre la volonté du roi. Le lieutenant dispose alors, en accord avec le roi, de la possibilité de mettre en échec les prétentions du Parlement en obtenant du gouvernement un arrêt du conseil.

### De larges compétences attribuées pour la police de Paris
La police est une notion en plein développement lorsqu'est créé le nouvel office. Elle est soutenue par la doctrine, laquelle trouve un collaborateur précieux en la personne de Nicolas Delamare. Ce dernier, commissaire au Châtelet pour l'île de la Cité et auteur du Traité de la Police, est un proche collaborateur et ami de La Reynie. Faisant œuvre d'historien, de praticien et de théoricien, il définit la police, dans son acception la plus récente, comme l'ordre public de chaque ville. Cette définition résulte des travaux d'auteurs antérieurs qui ont participé à l'élaboration de la notion, la mettant progressivement au service du pouvoir royal afin d'affermir l'emprise de la monarchie sur les villes. 
Le but et l'étendue de la notion ont permis au lieutenant de police d'exercer des compétences dans des domaines très variés. En effet, le lieutenant se vit confier de nombreuses fonctions supplémentaires par commissions royales, qui l'amenèrent à agir dans bien des cas au-delà des prévisions de l'édit de mars 1667. D'après le texte royal, la police « consiste à assurer le repos du public et des particuliers, à purger la ville de ce qui peut causer des désordres, et procurer l'abondance, et faire vivre chacun selon sa condition et son devoir ».
Est ainsi attribuée au lieutenant de police « la sûreté de la ville, prévôté et vicomté de Paris ». À ce titre, il doit contrôler le port d'armes prohibées par les ordonnances, surveiller les « assemblées illicites, tumultes, séditions et désordres », les « hôtelleries, auberges, maisons garnies, brelans, tabacs et lieux mal famés » (police des mœurs mais aussi surveillance des vagabonds, forains, « gens sans aveu » et les étrangers en général — cette notion renvoyant alors, à Paris comme dans les autres villes du royaume, à toute personne étrangère à la ville), donner des ordres en cas d'incendie ou d'inondation. Juge, il peut statuer seul et sommairement sur les flagrants délits et entrer en voie de condamnation — sauf pour les peines afflictives. [réf. souhaitée] Il contrôle également l'imprimerie des « livres et libelles défendus ». [réf. souhaitée]
Avant 1667, les rues de Paris devenaient, dès le coucher du soleil, de véritables coupe-gorge. Jusqu'aux années 1730, la découverte des causes de la mort, en cas de mort violente, est toutefois l'une des priorités des fonctions des agents chargés du maintien de l'ordre, régie en particulier par l'ordonnance criminelle de 1670 (titre XXII) . La déclaration de 1736 sur l'état civil renforce ces dispositions réglementaires. Les morts anonymes sont envoyés à la morgue (à la « basse-geôle » du Grand Châtelet) pour y subir des examens médicaux. Si le corps n'est pas reconnu ni réclamé, il est ensuite transmis aux religieuses de l'Hôpital de Sainte-Catherine, qui l'inhument au cimetière des Innocents. Pour assurer la ville, 6 500 lanternes furent réparties dans l'ensemble des quartiers afin d'éclairer la voie publique pendant la nuit, les compagnies du guet furent doublées, les pages et les laquais furent désarmés et une police active traqua les malfaiteurs. [réf. souhaitée]
Au-delà de ces missions relatives à la tranquillité et à la sécurité publique, le lieutenant intervient dans l'économie de la ville, le transport et le stockage des vivres et du foin, la fixation du prix des denrées (police de l'approvisionnement et du commerce — cette attribution lui a été provisoirement retirée à la suite de l'édit de Turgot sur la libéralisation du commerce des grains, en 1774, qui conduisit à la « guerre des farines »). [réf. souhaitée] Il se voit également confier la gestion des halles, foires et marchés, et particulièrement des boucheries. Il peut faire étalonner les poids et balances, « à l'exception de tous autres juges ». [réf. souhaitée]
Il règlemente les corporations, notamment quant aux brevets d'apprentissage et à la réception des maîtres et assure le respect de leurs statuts et règlements (police des arts et métiers). 
Les chirurgiens doivent lui déclarer les noms et qualités de tous les blessés qui font l'objet de leurs soins (police de la santé mais aussi de la sécurité publique, le lieutenant prenant ainsi connaissance de nombreux crimes et délits contre les personnes). 
Il est chargé également des règlements de voirie afin d'assainir les rues jusqu'alors d'une horrible malpropreté et augmente le nombre des fontaines. Ces mesures de salubrité éloigne la peste qui désolait périodiquement Paris. Toutefois quelques épidémies de scorbut furent signalée à la suite de disettes ,.
Plus généralement, il est chargé de poursuivre toutes les contraventions aux ordonnances, statuts et règlements.
Ces larges compétences correspondent aux domaines de la police telle que définie par Delamare. La police, qui apparaît désormais comme autonome de la justice, n'est plus considérée comme une simple annexe de cette dernière. Le lieutenant de police est de ce fait nettement distingué du lieutenant civil, chargé de la justice « distributive et contentieuse » : le premier fait figure de véritable administrateur, tandis que le second se voit consacré dans ses fonctions de justicier.
Cette clarification entre leurs rôles respectifs laisse toutefois subsister une certaine confusion entre justice et administration dans certaines hypothèses à l'avantage du lieutenant de police, chargé de juger les contraventions à la règlementation. Il faut enfin noter que le lieutenant de police doit céder le pas au lieutenant civil, ce dernier étant à la tête du Châtelet. C'est cependant le lieutenant de police qui va capter le plus grand nombre des agents du grand tribunal parisien.

### Réorganisation du corps des commissaires au Châtelet
L'édit de 1667 donne au lieutenant de police les moyens de rétablir l'ordre : « seront tenus les commissaires au châtelet, huissiers et sergens, d'exécuter [ses] ordres et mandemens », et « même le chevalier du guet, lieutenant criminel de robe courte et prévôt de l'Isle, comme aussi les bourgeois [seront tenus] de prêter main-forte à l'exécution de ses ordres et mandemens, toutes fois et quantes ils en seront requis ». 
Par ces dispositions, le texte royal subordonne au lieutenant la plupart des autorités précédemment investies de missions de police dans Paris. 
Si les dernières institutions citées tendent à décliner dès cette époque, il en est autrement du corps des commissaires enquêteurs et examinateurs, appelés à Paris « commissaires au Châtelet ». Ces agents sont des « officiers de robe longue établis pour faire certaines instructions et fonctions de justice et de police, à la décharge des magistrats », attachés aux lieutenants du prévôt de Paris. Leur nombre a considérablement varié : il est passé de huit sous Philippe V à quarante-huit sous Louis XIII. L'édit de mars 1667 fait de ces agents des subordonnés du lieutenant de police, et seuls quatre d'entre eux demeurent attachés au lieutenant civil. 
Les fonctions de police étaient peu rémunératrices et les commissaires passés au service du lieutenant de police s'en trouvaient financièrement défavorisés. Pour rémunérer convenablement ses commissaires, La Reynie obtint du roi des lettres patentes en juin 1668, qui leur allouèrent des privilèges ainsi que le titre de conseiller du roi. Ils se voient dès lors verser une pension annuelle, à laquelle s'ajoutaient des gratifications pour ceux qui se distingueraient dans l'exercice de leur charge. 
Les commissaires étaient répartis dans la capitale : à la tête de chacun des seize quartiers de la ville, on trouve un « ancien préposé », commissaire désigné par son ancienneté. Les autres commissaires du quartier sont placés sous ses ordres. Ils sont assistés de clercs, et se voient attribuer par l'ancien un service particulier. 
Ils doivent lui signaler quotidiennement tout fait notable survenu dans leur service et s'assemblent chez lui chaque semaine pour faire le rapport de leurs activités. Ils procèdent à une visite bimensuelle et minutieuse de leur quartier. 
Se met ainsi en place une véritable bureaucratie, centralisée au Châtelet où siège, sous la présidence du lieutenant, la juridiction de police. Il sera assisté dès 1709 d'« inspecteurs de police ». Ils remplissent tant les fonctions d'agents de police que de juges instructeurs, préparant notamment les affaires soumises au jugement du lieutenant. Ils permettent à ce dernier de s'affirmer comme un grand administrateur, représentant de la royauté à Paris.

## Un grand représentant du roi à Paris

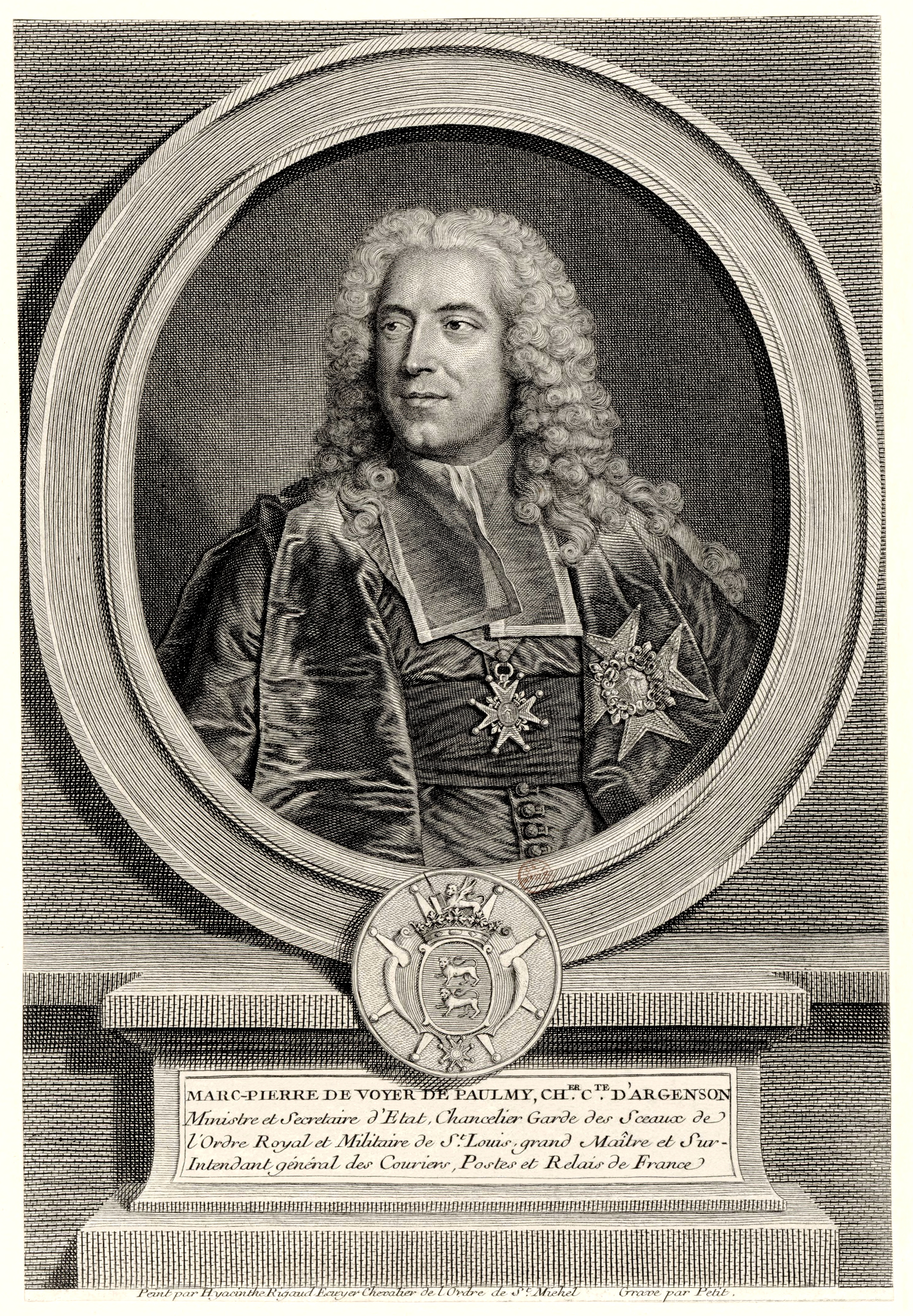
Marc-Pierre de Voyer de Paulmy d'Argenson, Lieutenant Général de Police à la suite de son père marquis d'Argenson, en 1722

### Un intendant donné à la capitale et à ses faubourgs
« À Paris, les fonctions normalement dévolues à l'intendant sont exercées à Paris par le lieutenant de police. » En effet, si la royauté a donné un intendant à la généralité de Paris, elle lui a interdit d'intervenir dans la capitale et il ne dispose d'aucun pouvoir dans la ville. 
Guyot note que le lieutenant de police, « pour la capitation et les autres impositions des corps d'arts et métiers, fait en cette partie, comme dans bien d'autres, les fonctions d'intendant pour la ville de Paris. » 
Sans en porter le nom, comme l'intendant en province, il est en effet le grand administrateur royal délégué par le roi au niveau local. La spécificité politique de toute capitale et l'importance de l'agglomération parisienne expliquent sans doute la volonté royale de faire un sort particulier à la gestion de la « bonne ville » de Paris.
Représentant du roi dans Paris, le lieutenant général de police exerce largement les fonctions régaliennes : il régit le département des lettres de cachet, l'inspection générale militaire, la police des prisons d'État et peut intervenir lui-même, au nom du roi, dans toutes les situations où son intervention apparaîtrait comme nécessaire et urgente. 
Le premier titulaire de cette charge importante, le lieutenant de police Gabriel Nicolas de La Reynie, seulement âgé de 41 ans lorsqu'il accède à la charge créée en 1667, est issu d'une famille ayant occupé des charges importantes dans l'administration royale, tant en matière de police que de justice. Il appartient à la grande bourgeoisie de robe et a exercé, comme nombre d'intendants de province, la charge de maître des requêtes avant d'obtenir la lieutenance. Le lieutenant de police de Paris semble ainsi l'analogue des intendants de province; les successeurs de La Reynie viendront du même milieu professionnel. Exerçant sa charge trente années durant, de mars 1667 à janvier 1697, il est remplacé par le marquis d'Argenson. 
Le prestige des premiers titulaires de la charge et le développement des compétences du lieutenant expliquent la persistance de l'institution, qui joue un rôle essentiel à Paris jusqu'à la Révolution française. Le grand succès de cette institution explique également qu'il soit le précurseur du préfet de police, fonctionnaire prépondérant à Paris depuis le XIXe siècle.

### Statut du nouvel agent royal
Délégué à Paris pour y exercer des fonctions permanentes, le lieutenant général de police est fréquemment qualifié d'« officier » dans les textes et chez les auteurs du XVIIIe siècle. Selon Marc Chassaigne (1906), il serait plutôt un commissaire: en effet, contrairement aux officiers, les lieutenants généraux de police n'ont aucune garantie statutaire, n'existent que par la seule volonté royale, sont nommés et révoqués discrétionnairement et voient leurs pouvoirs limités par leur commission. 
Mais si l'édit de mars 1667 réserve à la royauté « la libre et entière disposition desdites charges [de lieutenant civil et de lieutenant de police], pour en disposer toutes fois et quantes que nous semblera, en remboursant à ceux qui seront pourvus d'icelles les sommes convenues pour raison de ce, suivant leur consentement ci-attaché », ces dispositions correspondent toutefois au statut des officiers, qui possédaient leur charge sauf remboursement par le roi des sommes versées pour l'acquisition de l'office. En tant que lieutenant du prévôt, il ne fait d'ailleurs aucun doute qu'il est un officier royal. La permanence de ses fonctions va d'ailleurs en ce sens.
Toutefois, les qualités d'officier et de commissaire tendent à se confondre sur sa tête. En effet, il se voit confier de nombreuses missions temporaires et spécifiques par lettres de commission, qui élargissent considérablement son champ d'action.

### Caractère quasi gouvernemental des fonctions du lieutenant de police
Le souverain, qui entend diriger Paris directement, évite pour ce faire de passer par des intermédiaires. La capitale relevant du secrétaire d'État à la Maison du Roi, le lieutenant général est en principe un subordonné du secrétaire d'État, que l'on appelle alors fréquemment « ministre de Paris ». 
En réalité, le roi travaille régulièrement et directement avec La Reynie, comme il le fait avec ses ministres. Le temps verra cette pratique consacrée et développée par ses successeurs. 
Saint-Simon, au XVIIIe siècle, remarque ainsi que le lieutenant général de police a su faire de sa charge « une sorte de ministère fort important par la confiance directe du roi, les relations continuelles avec la Cour et le nombre de choses dont il se mêlait. » Il est parfois appelé lui-même « ministre de Paris », et J.-L. Harouel le qualifie de « quasi-ministre », de la même manière que le directeur général des Bâtiments du roi . 
De son côté, B. Barbiche parle de « vice-ministre », rappelant qu'il avait un travail avec le roi et dirigeait une administration dont les effectifs étaient plus nombreux que ceux de secrétariats d'État tels que celui de la Maison du roi (dont il dépend pourtant) ou des Affaires étrangères . 
Ces appellations, si elles doivent être nuancées par le fait que le lieutenant général n'est pas formellement un ministre (il n'est pas membre du Conseil d'en Haut), soulignent néanmoins l'importance de la fonction et son rôle dans la politique gouvernementale.

## La peste de Marseille, moment d'expérience
La peste de Marseille, en 1720, conduit Bordeaux à prendre des mesures de précaution, tandis que sa population élevée soulève des problèmes d'ordre public. C'est le début de l'ascension du sieur Pufeder (possiblement de la même famille que François Pufeder, maréchal de logis de la ville à partir de 1617 puis commissaire de police en 1637), qui est chargé d'établir les certificats de santé pour les nouveaux venus. Celui-ci devient en 1724 « préposé à la déclaration des étrangers », nommé par l'intendant Boucher. Il est chargé de recevoir les déclarations des hôteliers, aubergistes ainsi que des dixainiers. Mais il occupe aussi d'autres fonctions: il accompagne ainsi des soldats à la recherche d'un déserteur dans la ville, afin d'éviter les heurts avec les habitants, ou rend la justice militaire en cas de « bavure » d'un garde. En 1747, Pufeder fils, qui a hérité de la même charge, envoie un mémoire à l'intendant Tourny afin d'améliorer la qualité du recrutement de cette nouvelle institution policière. Il projette de diviser Bordeaux en 16 quartiers, d'instituer 4 cinquanteniers (ou « inspecteurs ») dans chaque quartier chargé de superviser l'action des dixainiers, dont le nombre serait réduit à 256. Peu de temps auparavant, Tourny avait créé des commissaires de police, à Limoges, sur le modèle parisien. Outre ce nouvel office, la police active est assurée, dans la première moitié du XVIIe siècle, par la « milice bourgeoise » et par le guet, qui patrouillent la nuit ou garde les portes de la ville lors de l'épidémie de Marseille.
La réforme de la police défendue par Pufeder n'a pas lieu, mais l'autorité de ce dernier sur les dixainiers grandit. À partir du milieu du XVIIIe siècle, les dixainiers sont remplacés par des commissaires de police, issus du monde des magistrats et d'officiers subalternes, qui tiennent des registres des habitants ainsi que des étrangers logeant dans les hôtels. La police se professionnalise progressivement, processus qui arrive presque à terme en 1770. La milice est écartée au profit du guet, une troupe soldée, vers la fin des années 1750, tandis qu'une forme de « militarisation » de celle-ci intervient (avoir servi dans les troupes devient une condition d'engagement) . Le guet est au service des commissaires de police et du commis à la déclaration des étrangers, qui fait des descentes nocturnes dans les auberges à partir de 1750.

### En Province
À Bordeaux, port majeur du royaume, la révolte du papier timbré (1675) conduit à l'exil, pour plusieurs années, du Parlement, et la ville doit loger à ses frais plusieurs régiments. la fonction de commissaire de police est supprimée après cette révolte, mais, progressivement, une « police de proximité » se met en place, comme à Paris et à Toulouse. En effet, depuis le XVIe siècle à Bordeaux, les jurats ont créé la fonction de « dixainier », chargés de dénoncer au Jurat les contraventions aux ordonnances de police (« pour le nettoiement des rues, le port d'armes, et tardivement la déclaration des étrangers » à la ville). Depuis une ordonnance royale du 5 mai 1674, les dixainiers doivent en effet veiller à ce que les habitants et hôteliers déclarent bien au Jurat les étrangers (à la ville) qu'ils hébergent. Cette surveillance ne s'adresse pas tant aux non-régnicoles (sujets de puissances étrangères) qu'aux personnes inconnues au niveau local, étrangères au réseau d'interconnaissance par le face-à-face, et en particulier aux forains et vagabonds. [réf. souhaitée]
Besançon est une autre ville où se développe précocement une police urbaine.

## Création du «sixième bureau» à Paris (1747-1748)
À Paris, en 1747-1748, le lieutenant général de police créé un « sixième bureau », chargé de la « sûreté publique », qui assure des fonctions de police moderne, aussi appelé Bureau de Sûreté,. Ce nouveau bureau est chargé du contrôle des hôtels, auberges et chambre d'hôtes, à des fins de surveillance des "étrangers". Si, dans la plupart du royaume, la surveillance d'étrangers par la police urbaine signifie celle des étrangers à la ville, et non des non-régnicoles , à Paris, ainsi qu'à Bordeaux, grand port où réside, de façon permanente, une importante communauté venant de pays du Nord (le Royaume-Uni, les pays de la Hanse...), la surveillance des étrangers se focalise en particulier sur celle des sujets de puissances étrangères, et en particulier de puissances ennemies (le Royaume-Uni lors de la guerre de Succession d'Autriche de 1740 à 1748 et pendant la guerre de Sept Ans de 1756 à 1763) . L'inspecteur Buhot, qui dépend de ce « sixième bureau », est à la fois sous les ordres du lieutenant général de police et du secrétaire d'État des Affaires étrangères.

## Prompt succès de l'institution à Paris et échec de son extension géographique
L'institution rencontre un vif succès dès sa création et rétablit pour un temps la sécurité et la confiance des habitants. [réf. souhaitée] La Reynie est ainsi réputé pour avoir fait démanteler la Cour des miracles, imposé l'éclairage des rues et développé une garde de nuit. On lui attribue également la résolution de l'« Affaire des poisons », celle-là même qui coûta la vie au lieutenant civil Dreux d'Aubray.
Ces succès indéniables seront toutefois tempérés par une augmentation de la criminalité à la fin du siècle, que La Reynie met sur le compte de l'insuffisance de ses agents, mais qui semble tout autant due à un fléchissement de sa vigilance. En 1697, alors qu'il est malade et affaibli et a été contraint de ralentir son activité, il est remplacé à l'occasion d'une difficulté avec le Parlement par le marquis d'Argenson, selon les vœux du chancelier Pontchartrain. À compter de cette date, la lieutenance de police prendra un tour plus politique et Louis XV usera largement de ses lieutenants successifs pour contrôler les opinions dans sa capitale. La lieutenance n'en demeure pas moins l'organe administratif prépondérant de la capitale.
Satisfait du fonctionnement du nouvel office, et désireux sans doute de créer de nouvelles charges pour des raisons financières, Louis XIV tenta d'étendre ce système aux grandes villes de province par l'édit d'octobre 1699. Cependant les lieutenances de police furent généralement achetées par les municipalités qui confortèrent ainsi les fonctions qu'elles exerçaient déjà en la matière. Rares furent les lieutenants généraux de police qui parvinrent à s'imposer à partir de ces charges. Le plus notable fut peut-être Prost des Royers, lieutenant général de police de Lyon et auteur d'un important traité de droit sur la police. Cela n'empêcha pas pour autant les polices des villes de province d'évoluer et de se renforcer à leur rythme, au cours du XVIIIe siècle, selon des modalités diverses. La lieutenance générale de police de Paris ne fut pas le modèle hégémonique sur lequel se sont développées les polices des autres villes. Le gouvernement royal se préoccupait peu de ces matières, dont l'évolution doit plutôt à des initiatives locales.
Cette organisation de la France en polices municipales persistera jusqu'à leur étatisation tardive [Quoi ?], en 1941, et explique sans doute l'importance de la préfecture de police de Paris, du moins jusqu'à l'émancipation de la municipalité parisienne. [réf. souhaitée]

## Liste chronologique des lieutenants généraux de police de Paris
- 1667-1697 : Gabriel Nicolas de La Reynie
- 1697-1718 : Marc René de Voyer de Paulmy, marquis d'Argenson
- 1718-1720 : Louis-Charles de Machault d'Arnouville
- 1720 : Marc Pierre de Voyer de Paulmy, comte d'Argenson
- 1720-1722 : Gabriel Taschereau de Baudry
- 1722-1724 : Marc Pierre de Voyer de Paulmy, comte d'Argenson
- 1724-1725 : Nicolas Ravot d'Ombreval
- 1725-1739 : René Hérault
- 1739-1747 : Claude-Henry Feydeau de Marville
- 1747-1757 : Nicolas-René Berryer
- 1757-1759 : Henri Léonard Jean-Baptiste Bertin
- 1759-1774 : Antoine de Sartine, comte d'Alby
- 1774-1775 : Jean-Charles-Pierre Lenoir
- 1775-1776 : Joseph d'Albert
- 1776-1785 : Jean-Charles-Pierre Lenoir
- 1785-1789 : Louis Thiroux de Crosne

### Sources primaires
- Nicolas de La Mare, Traité de la police, où l'on trouvera l'histoire sur l'établissement, les fonctions et les prérogatives de ses magistrats, les lois et règlements qui la concernent, avec une description historique et topographique de Paris et huit plans qui représentent son ancien état et ses divers accroissements ; plus un recueil des statuts et des règlements des six corps de marchand paru en 1707, Paris, 4 volumes in−4°, 1707, 1710, 1719, 1723.
- Denisart, Collection de décisions nouvelles et de notes relatives à la jurisprudence actuelle, Paris, 1763-1764.
- Joseph-Nicolas Guyot, Répertoire universel de jurisprudence, Paris, 1784-1785.
- Saint-Simon, Mémoires, Paris, 1879.

#### Ouvrages généraux
- Michel Auboin, Arnaud Teyssier et Jean Tulard (et al.), Histoire et dictionnaire de la police : du Moyen Âge à nos jours, Paris, Robert Laffont, coll. « Bouquins », 2005, XXII-1059 p. (ISBN 2-221-08573-6).
- Bernard Barbiche, Les Institutions de la monarchie française à l'époque moderne, Paris, 2001.
- Jean-Louis Harouel, Jean Barbey, Eric Bournazel, Jacqueline Thibaut-Payen, Histoire des institutions de l'époque franque à la Révolution, Paris, 2006.

#### Ouvrages anciens
- Pierre Clément, La Police sous Louis XIV, Paris, 1866.
- Horace-Napoléon Raisson, Histoire de la police de Paris, Paris, 1844.

#### Études sur la police sous l'Ancien Régime
- Justine Berlière (préf. Vincent Milliot), Policer Paris au siècle des Lumières : les commissaires du quartier du Louvre dans la seconde moitié du XVIIIe siècle, Paris, École des Chartes, coll. « Mémoires et documents de l'École des Chartes » (no 91), 2012, IX-407 p. (ISBN 978-2-7535-0849-1, présentation en ligne).
- Pierre Bondois, « Le commissaire Delamare et le Traité de la police », Revue d'histoire moderne, no 19,‎ 1935, p. 313-351 (lire en ligne).
- Marc Chassaigne, La Lieutenance générale de police de Paris, Genève / Paris, Slatkine / Megariotis, 1975, 314 p. (reproduction en fac-similé de l'édition de Paris, A. Rousseau, 1906. Thèse de droit, Paris, 1906.
- Vincent Denis et Vincent Milliot, « Police et identification dans la France des Lumières », Genèses, no 54,‎ 2004, p. 4-27 (lire en ligne).
- Vincent Denis, « Imposteurs et policiers au siècle des Lumières », Politix, no 74,‎ 2006, p. 11-30 (lire en ligne).
- Vincent Denis, « Édit de mars 1667 créant la charge de lieutenant de police de Paris », Criminocorpus [En ligne], Histoire de la police, Articles, mis en ligne le 1er janvier 2008, [lire en ligne].
- Vincent Denis, « Les Parisiens, la police et les numérotages des maisons, du XVIIIe siècle à l’Empire », French Historical Studies, vol. 38, no 1,‎ février 2015, p. 83-103 (DOI 10.1215/00161071-2822709).
- Catherine Denys (préf. Daniel Roche), Police et sécurité au XVIIIe siècle dans les villes de la frontière franco-belge, Paris, L'Harmattan, coll. « Sécurité et société », 2001, 432 p. (ISBN 2-7475-2735-2, présentation en ligne).
- Catherine Denys (dir.), Brigitte Marin (dir.) et Vincent Milliot (dir.), Réformer la police : les mémoires policiers en Europe au XVIIIe siècle, Rennes, Presses universitaires de Rennes, coll. « Histoire », 2009, 250 p. (ISBN 978-2-7535-0849-1, présentation en ligne).
- Nicole Diament, Recherches sur la police parisienne sous Louis XIV à travers l'œuvre et la carrière de Nicolas Delamare, thèse, École des Chartes, Paris, 1974.
- Nicole Dyonet, « Le commissaire Delamare et son Traité de la police (1639-1723) », dans Claire Dolan (dir.), Entre justice et justiciables : les auxiliaires de la justice du Moyen Âge au XXe siècle : [actes du colloque, Québec, 15-17 septembre 2004, Sainte-Foy (Québec), Les Presses de l'Université Laval, coll. « InterCultures », 2005, 828 p. (ISBN 2-7637-8268-X), p. 101-119.
- Nicole Dyonet, « L'Ordre public est-il l'objet de la police dans le Traité de Delamare ? », dans Gaël Rideau et Pierre Serna (dir.), Ordonner et partager la ville (XVIIe – XIXe siècles), Rennes, Presses universitaires de Rennes, coll. « Histoire », 2011, 222 p. (ISBN 978-2-7535-1392-1), p. 47-74.
- Quentin Epron, « Nicolas Delamare et la culture juridique française des pré-Lumières », Revue d'histoire des facultés de droit et de la science juridique, no 24,‎ 2004, p. 9-33.
- Jean-Lucien Gay, « Les Institutions parisiennes à la fin de l'Ancien Régime », et Jean Chagniot, « La lieutenance générale de police de Paris à la fin de l'Ancien Régime », dans Y. Durand (dir.), Les Institutions parisiennes à la fin de l'Ancien Régime et sous la Révolution française. Actes du colloque du 13 octobre 1989, Paris, 1990.
- Jean-Claude Hervé, « L'ordre à Paris au XVIIe siècle : les enseignements du Recueil des règlements de police du commissaire Dupré », Revue d'histoire moderne et contemporaine, t. XXXIV,‎ avril-juin 1987, p. 185-214 (lire en ligne).
- Steven L. Kaplan, « Note sur les commissaires de police de Paris au XVIIIe siècle », Revue d'histoire moderne et contemporaine, t. XXVIII,‎ octobre-décembre 1981, p. 669-686 (lire en ligne).
- Arlette Lebigre, « Le métier de policier sous Louis XIV », L'Histoire, no 132,‎ avril 1990, p. 6-15.
- Arlette Lebigre, Les dangers de Paris au XVIIe siècle : l'assassinat de Jacques Tardieu, lieutenant criminel au Châtelet, et de sa femme, 24 août 1665, Paris, Albin Michel, coll. « Bibliothèque Albin Michel de l'histoire », 1991, 187 p. (ISBN 2-226-05267-4, présentation en ligne).
- Vincent Milliot, « Saisir l'espace urbain : mobilité des commissaires et contrôle des quartiers de police à Paris au XVIIIe siècle », Revue d'histoire moderne et contemporaine, nos 50-1,‎ 2003, p. 54-80 (lire en ligne).
- Vincent Milliot, « Réformer les polices urbaines au siècle des Lumières : le révélateur de la mobilité », Crime, Histoire & Sociétés, vol. 10, no 1,‎ 2006, p. 25-50 (lire en ligne).
- Vincent Milliot, Un policier des Lumières : Suivi de Mémoires de J. C. P. Lenoir, ancien lieutenant général de police de Paris, écrits en pays étrangers dans les années 1790 et suivantes, Seyssel, Champ Vallon, coll. « Les classiques de Champ Vallon », 2011, 1141 p. (ISBN 978-2-87673-553-8, présentation en ligne).
- Vincent Milliot (avec la collaboration de Justine Berlière), « L'admirable police » : tenir Paris au siècle des Lumières, Seyssel, Champ Vallon, coll. « Époques », 2016, 376 p. (ISBN 979-10-267-0439-3, présentation en ligne).
- Richard Montbeyre, La création de la lieutenance générale de police de Paris dans la seconde moitié du XVIIe siècle, Exposé de Master 2 Recherche - Histoire du Droit - Histoire du Droit public au Moyen Âge et sous l’Ancien Régime, 2007, [lire en ligne].
- Paolo Napoli, Naissance de la police moderne : pouvoir, normes, société, Paris, La Découverte, coll. « Armillaire », 2003, 307 p. (ISBN 2-7071-4054-6, présentation en ligne).
- Paolo Piasenza, « Juges, lieutenants de police et bourgeois à Paris aux XVIIe et  XVIIIe siècles », Annales. Économies, sociétés, civilisations, no 5,‎ septembre-octobre 1990, p. 1189-1215 (lire en ligne).
- Suzanne Pillorget, Claude Henri Feydeau de Marville, lieutenant général de police de Paris (1740-1747), Paris, 1978.
- Michel Rey, « Police et sodomie à Paris au XVIIIe siècle : du péché au désordre », Revue d'histoire moderne et contemporaine, t. XXIX,‎ janvier-mars 1982, p. 113-124 (lire en ligne).
- Christian Romon, « Mendiants et policiers à Paris au XVIIIe siècle », Histoire, économie et société, nos 1-2,‎ 2e trimestre 1982, p. 259-295 (lire en ligne).
- Diane Roussel (préf. Robert Muchembled), Violences et passions dans le Paris de la Renaissance, Seyssel, Champ Vallon, coll. « Époques », 2012, 385 p. (ISBN 978-2-87673-603-0, présentation en ligne).
- Jacques Saint-Germain, La Reynie et la police au grand siècle d'après de nombreux documents inédits, Paris, Hachette, 1962, 344 p. (présentation en ligne).
- Nicolas Vidoni, « Les « officiers de police » à Paris (milieu XVIIe – XVIIIe siècle) : distribution territoriale et compétences », Rives méditerranéennes,‎ 2009, p. 97-118 (ISBN 979-10-320-0093-9, lire en ligne).
- Nicolas Vidoni, « Une « police des Lumières » ? La « violence » des agents de police à Paris au milieu du XVIIIe siècle », Rives méditerranéennes, no 40 « Quelle régulation ? Normes, justice et violences du Moyen Âge à l'époque contemporaine »,‎ 2011, p. 43-65 (DOI 10.4000/rives.4068, lire en ligne).
- Nicolas Vidoni, La police des Lumières XVIIe-XVIIIe siècle, Paris, Perrin, 2018, 399 p. (ISBN 978-2-262-04145-8, présentation en ligne).
- (en) Alan Williams, The Police of Paris, 1718-1789, Baton Rouge / Londres, Louisiana State University Press, 1979, XX-328 p. (ISBN 0-8071-0491-4, présentation en ligne).